# Luis Zambrano Arce
Luis Alberto Zambrano Arce (Carampangue, Chile, 11 de mayo de 1960) es un exfutbolista chileno. Jugaba de delantero, emblemático por su apodo Carampangue, en honor a su pueblo natal.

## Biografía
Surgido en la cantera de Huachipato, su salto a la fama lo logró en Deportes Victoria en la Segunda División de Chile. 
Sus mejores temporadas las realizó en Fernández Vial y Huachipato, donde fue constante anotador.
Actualmente reside en Estados Unidos.

## Clubes
Huachipato
Deportes Victoria 
Fernández Vial 
Ñublense 
Santiago Morning 